# Kungfu (fogalom)
A kungfu  szó jelentése árnyalt, kemény munka és jelentős tanulással töltött idő árán megszerzett tudás, jártasság.
A kungfut gyakran a kínai harcművészetekkel azonosítják, azonban a kínai harcművészet megfelelője a 中國武術 (csungkuo vusu (zhōngguó wǔshù)).
A kungfu két szótagból áll, az első a 功 (kung (gōng)), melynek jelentése „érdem” vagy „eredmény”, míg a 夫 (fu (fū)) jelentése „férfi, ember”, azaz a szó szerinti jelentése „emberi érdem”.
A kungfut eredetileg minden alkotó, fejlesztő célú művészetre használták, ez lehet többek között a harcművészet, a festőművészet, a vívás, a torna, a kalligráfia, a sakk, a költészet vagy akár a szakácsművészet.
A nyugati kultúrákban az 1960-as években jelent meg a szó, a hongkongi harcművészeti filmek és Bruce Lee tették népszerűvé. Korábban a kínai harcművészetekre „kínai ökölvívás” (Chinese boxing) néven utaltak.